# The Dio E.P.
The Dio E.P. è un EP dei Dio pubblicato nel 1986 dalla Vertigo.

## Tracce

### Side A
1. "Hide in the Rainbow" (Ronnie James Dio, Jimmy Bain) - 4:06
2. "Hungry for Heaven" (Dio, Bain) – 4:10

### Side B
1. "Shame on the Night" (Dio, Vivian Campbell, Bain, Vinny Appice) – 5:20
2. "Egypt (The Chains Are On)" (Dio, Campbell, Bain, Appice) – 7:01

## Formazione
- Ronnie James Dio - voce
- Craig Goldy - chitarra
- Jimmy Bain - basso
- Claude Schnell - tastiere
- Vinny Appice - batteria